# Sánchez Vara
Francisco Javier Sánchez Vara, né le 18 juillet 1979 à Guadalajara (Espagne), est un matador espagnol.

## Carrière
- Débuts en public : Torrejón de Ardoz (Espagne, province de Madrid) le 22 juillet 1993 aux côtés de Raúl Cervantes et Raúl de la Puebla. Novillos de la ganadería de Nuria Aguirre.
- Débuts en novillada avec picadors : Benidorm (Espagne, province d'Alicante) le 21 janvier 1996 aux côtés de José Moreno et Alberto José Martín. Novillos de la ganadería de Lydia y Verónica Teruel.
- Présentation à Madrid : 11 juillet 1996 aux côtés de Carlos Pacheco et José Olivencia. Novillos de la ganadería de Ángel Teruel.
- Alternative : Sacedón (Espagne, province de Guadalajara) le 30 août 2000. Parrain, Luis Francisco Esplá ; témoin, « El Fandi ». Taureaux de la ganadería de Soto de la Fuente.
- Confirmation d’alternative à Madrid : 7 septembre 2003. Parrain, Domingo Valderrama ; témoin, Alberto Manuel. Taureaux de la ganadería de Alonso Moreno.